# Aussie Millions Poker Championship

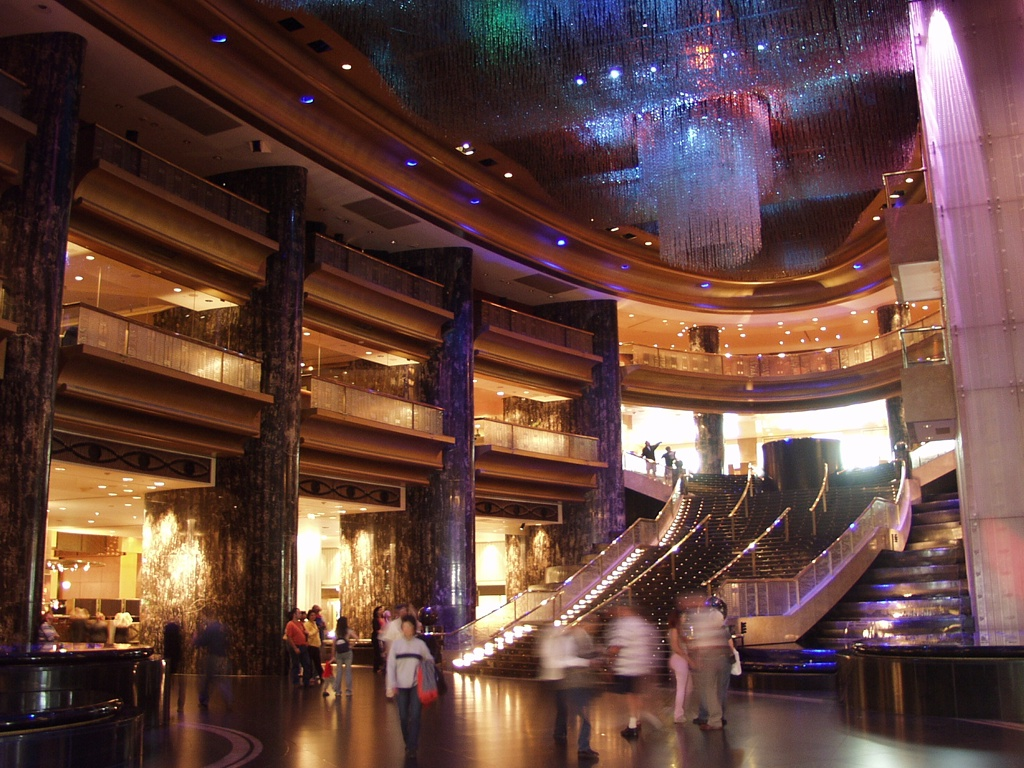
Crown Casino (2005)

Die Aussie Millions Poker Championship (von 1998 bis 2005 Australasian Poker Championship sowie 2006 Crown Australian Poker Championship) ist eine Pokerturnierserie, die von 1998 bis 2020 einmal jährlich im Crown Casino in Melbourne ausgetragen wurde.

## Geschichte
Im Juli 1997 wurde Poker im Crown Casino in Melbourne eingeführt. Das erste große Turnier fand unter dem Namen Australasian Poker Championship im Juli 1998 statt. Im Main Event spielten 74 Personen um ein gesamtes Preisgeld von 74.000 Australischen Dollar. Seit 2002 wurde die Turnierserie immer zu Jahresbeginn ausgespielt. Ab dem Jahr 2003 stiegen die Teilnehmerzahlen jährlich kontinuierlich an. Im Januar 2005 bezahlten 263 Spieler das Buy-in von 10.000 Australischen Dollar, um am Main Event teilzunehmen. So entstand der bis dahin größte Preispool eines Pokerturniers auf der südlichen Hemisphäre in Höhe von mehr als 2,5 Millionen Australischen Dollar. Dabei waren über die Hälfte der Teilnehmer Spieler aus dem Ausland. Mitte Januar 2006 wurde erstmals die A$100.000 Challenge angeboten, die mit ihrem Buy-in von 100.000 Australischen Dollar ein Novum in der Pokerwelt darstellte. Seit 2007 trug die Pokerturnierserie den Namen Aussie Millions Poker Championship. Von 2011 bis 2016 wurde eine A$250.000 Challenge gespielt, die dreimal von Phil Ivey gewonnen wurde. In den Jahren 2018 und 2019 stellte die Turnierserie im Main Event jeweils einen neuen Teilnehmerrekord auf, der nun bei 822 Spielern liegt. Im Jahr 2021 wurden die Aussie Millions aufgrund der COVID-19-Pandemie nicht ausgespielt. Im selben Jahr wurde der Pokerroom im Crown Casino aufgrund von Ermittlungen wegen Geldwäsche geschlossen, seitdem wurde keine weitere Austragung der Turnierserie angekündigt.

## Eventübersicht

### Main Events

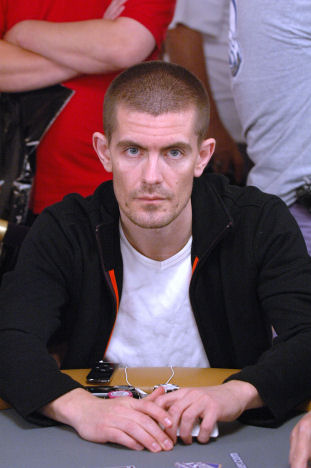
Gus Hansen gewann 2007 das Main Event

Das Buy-in betrug ab 2003 rund 10.600 Australische Dollar. Die nachfolgende Tabelle listet alle Main Events sowie deren Gewinner auf.
| Beginn        | Teilnehmer | Sieger                   | Herkunft               | Preisgeld (in A$) | Quelle |
| ------------- | ---------- | ------------------------ | ---------------------- | ----------------- | ------ |
| 26. Juli 1998 | 074        | Alex Horowitz            | Australien             | 0.025.900         |        |
| Aug. 1999     | 109        | Milo Nadalin             | Australien             | 0.038.150         |        |
| 27. Aug. 2000 | 109        | Leo Boxell               | Australien             | 0.065.225         |        |
| 24. Aug. 2001 | 101        | Sam Korman               | Australien             | 0.053.025         |        |
| 12. Jan. 2002 | 066        | John Maver               | Australien             | 0.150.000         |        |
| 12. Jan. 2003 | 122        | Peter Costa              | Vereinigtes Konigreich | 0.394.870         |        |
| 15. Jan. 2004 | 133        | Tony Bloom               | Vereinigtes Konigreich | 0.426.500         |        |
| 18. Jan. 2005 | 263        | Jamil Dia                | Neuseeland             | 1.000.000         |        |
| 14. Jan. 2006 | 418        | Lee Nelson               | Neuseeland             | 1.295.800         |        |
| 14. Jan. 2007 | 747        | Gus Hansen               | Danemark               | 1.500.000         |        |
| 14. Jan. 2008 | 780        | Alexander Kostrizyn      | Russland               | 1.650.000         |        |
| 21. Jan. 2009 | 681        | Stewart Scott            | Australien             | 2.000.000         |        |
| 24. Jan. 2010 | 746        | Tyron Krost              | Australien             | 2.000.000         |        |
| 23. Jan. 2011 | 721        | David Gorr               | Australien             | 2.000.000         |        |
| 22. Jan. 2012 | 659        | Oliver Speidel           | Australien             | 1.600.000         |        |
| 27. Jan. 2013 | 629        | Mervin Chan              | Malaysia               | 1.600.000         |        |
| 2. Feb. 2014  | 668        | Amichai Barer            | Kanada                 | 1.600.000         |        |
| 25. Jan. 2015 | 648        | Aristomenis Stavropoulos | Australien             | 1.385.500         |        |
| 24. Jan. 2016 | 732        | Ari Engel                | Kanada                 | 1.600.000         |        |
| 22. Jan. 2017 | 725        | Shurane Vijayaram        | Australien             | 1.600.000         |        |
| 28. Jan. 2018 | 800        | Toby Lewis               | Vereinigtes Konigreich | 1.458.198         |        |
| 27. Jan. 2019 | 822        | Bryn Kenney              | Vereinigte Staaten     | 1.272.598         |        |
| 17. Jan. 2020 | 820        | Vincent Wan              | Australien             | 1.318.000         |        |

### A$25.000 Challenge

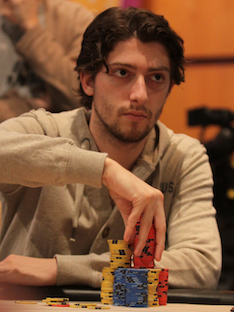
Igor Kurganow gewann 2013 die erste A$25.000 Challenge

Seit 2013 wurde ein High-Roller-Event mit einem Buy-in von 25.000 Australischen Dollar ausgetragen. Die nachfolgende Tabelle listet alle A$25.000-Challenges sowie deren Gewinner auf.
| Beginn        | Teilnehmer | Sieger               | Herkunft           | Preisgeld (in A$) | Quelle |
| ------------- | ---------- | -------------------- | ------------------ | ----------------- | ------ |
| 2. Feb. 2013  | 030        | Igor Kurganow        | Russland           | 275.000           |        |
| 2. Feb. 2014  | 065        | Max Altergott        | Deutschland        | 241.785           |        |
| 23. Jan. 2015 | 104        | Alexander Trevallion | Australien         | 645.150           |        |
| 22. Jan. 2016 | 122        | Chance Kornuth       | Vereinigte Staaten | 790.560           |        |
| 20. Jan. 2017 | 133        | James Chen           | Taiwan             | 861.840           |        |
| 26. Jan. 2018 | 114        | Ben Lamb             | Vereinigte Staaten | 738.720           |        |
| 25. Jan. 2019 | 151        | Rainer Kempe         | Deutschland        | 826.465           |        |
| 15. Jan. 2020 | 169        | Farid Jattin         | Kolumbien          | 983.646           |        |

### A$50.000 Challenge
Ende Januar 2018 wurde erstmals eine A$50.000 Challenge mit einem Buy-in von 50.000 Australischen Dollar ausgetragen.
| Beginn        | Teilnehmer | Sieger         | Herkunft               | Preisgeld (in A$) | Quelle |
| ------------- | ---------- | -------------- | ---------------------- | ----------------- | ------ |
| 28. Jan. 2018 | 04         | Sam Greenwood  | Kanada                 | 0.116.400         |        |
| 27. Jan. 2019 | 62         | Toby Lewis     | Vereinigtes Konigreich | 0.818.054         |        |
| 17. Jan. 2020 | 82         | Michael Addamo | Australien             | 1.073.790         |        |

### A$100.000 Challenge

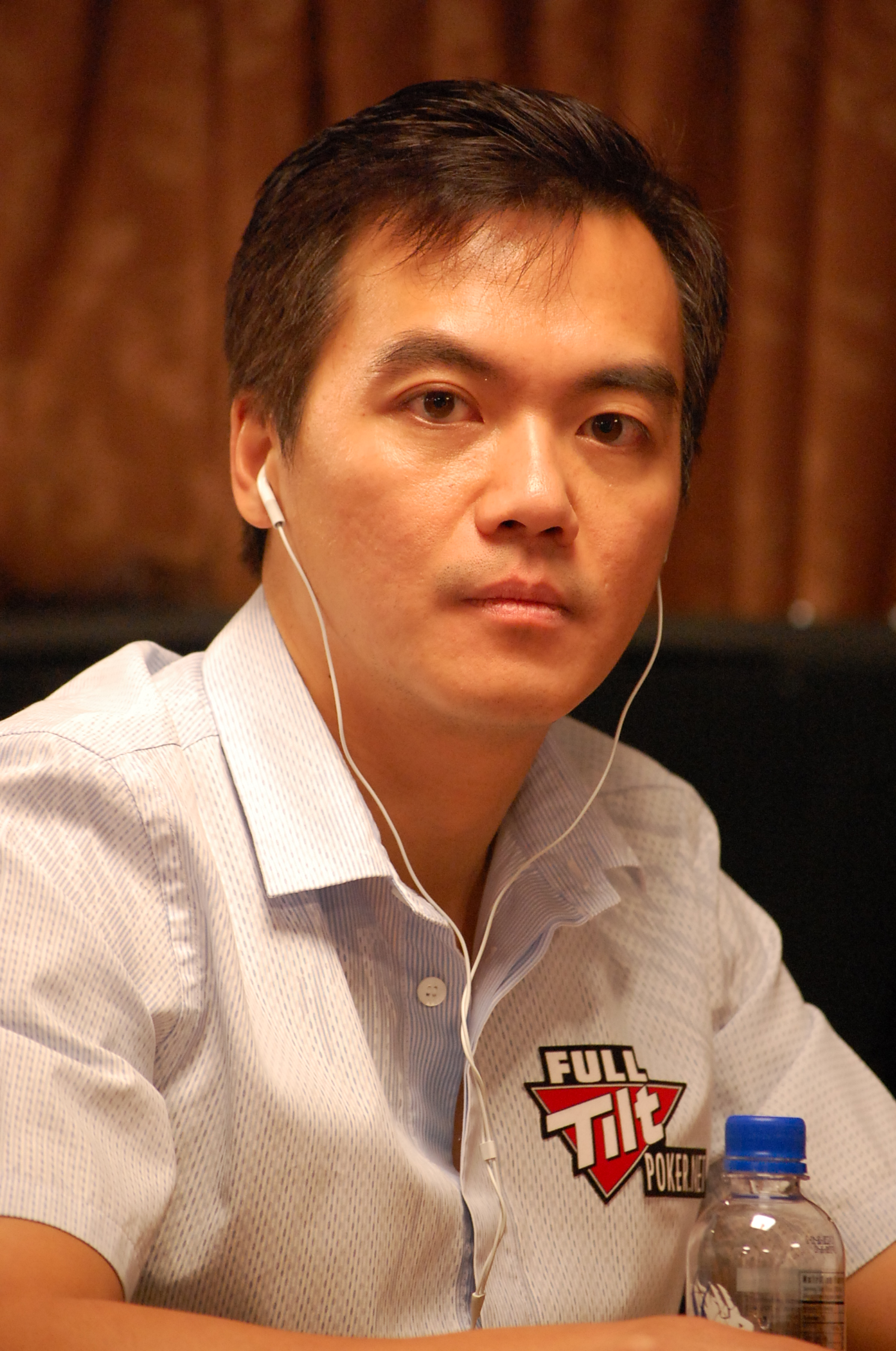
John Juanda gewann 2006 die erste A$100.000 Challenge

Seit 2006 wurde ein Super-High-Roller-Event mit einem Buy-in von 100.000 Australischen Dollar ausgetragen. Die nachfolgende Tabelle listet alle A$100.000-Challenges sowie deren Gewinner auf.
| Beginn        | Teilnehmer | Sieger             | Herkunft               | Preisgeld (in A$) | Quelle |
| ------------- | ---------- | ------------------ | ---------------------- | ----------------- | ------ |
| 14. Jan. 2006 | 10         | John Juanda        | Vereinigte Staaten     | 1.000.000         |        |
| 12. Jan. 2007 | 18         | Erick Lindgren     | Vereinigte Staaten     | 1.000.000         |        |
| 12. Jan. 2008 | 25         | Howard Lederer     | Vereinigte Staaten     | 1.250.000         |        |
| 17. Jan. 2009 | 23         | David Steicke      | Australien             | 1.200.000         |        |
| 23. Jan. 2010 | 24         | Dan Shak           | Vereinigte Staaten     | 1.200.000         |        |
| 22. Jan. 2011 | 38         | Sam Trickett       | Vereinigtes Konigreich | 1.525.000         |        |
| 22. Jan. 2012 | 22         | Dan Smith          | Vereinigte Staaten     | 1.012.000         |        |
| 27. Jan. 2013 | 22         | Andrew Robl        | Vereinigte Staaten     | 1.000.000         |        |
| 7. Feb. 2014  | 76         | Jewhen Tymoschenko | Ukraine                | 2.000.000         |        |
| 25. Jan. 2015 | 70         | Richard Yong       | Malaysia               | 1.870.000         |        |
| 24. Jan. 2016 | 41         | Fabian Quoss       | Deutschland            | 1.446.480         |        |
| 22. Jan. 2017 | 18         | Nick Petrangelo    | Vereinigte Staaten     | 0.882.000         |        |
| 4. Feb. 2018  | 19         | Michael Lim        | Malaysia               | 0.931.000         |        |
| 1. Feb. 2019  | 42         | Cary Katz          | Vereinigte Staaten     | 1.481.760         |        |
| 22. Jan. 2020 | 54         | Kahle Burns        | Australien             | 1.746.360         |        |

### A$250.000 Challenge

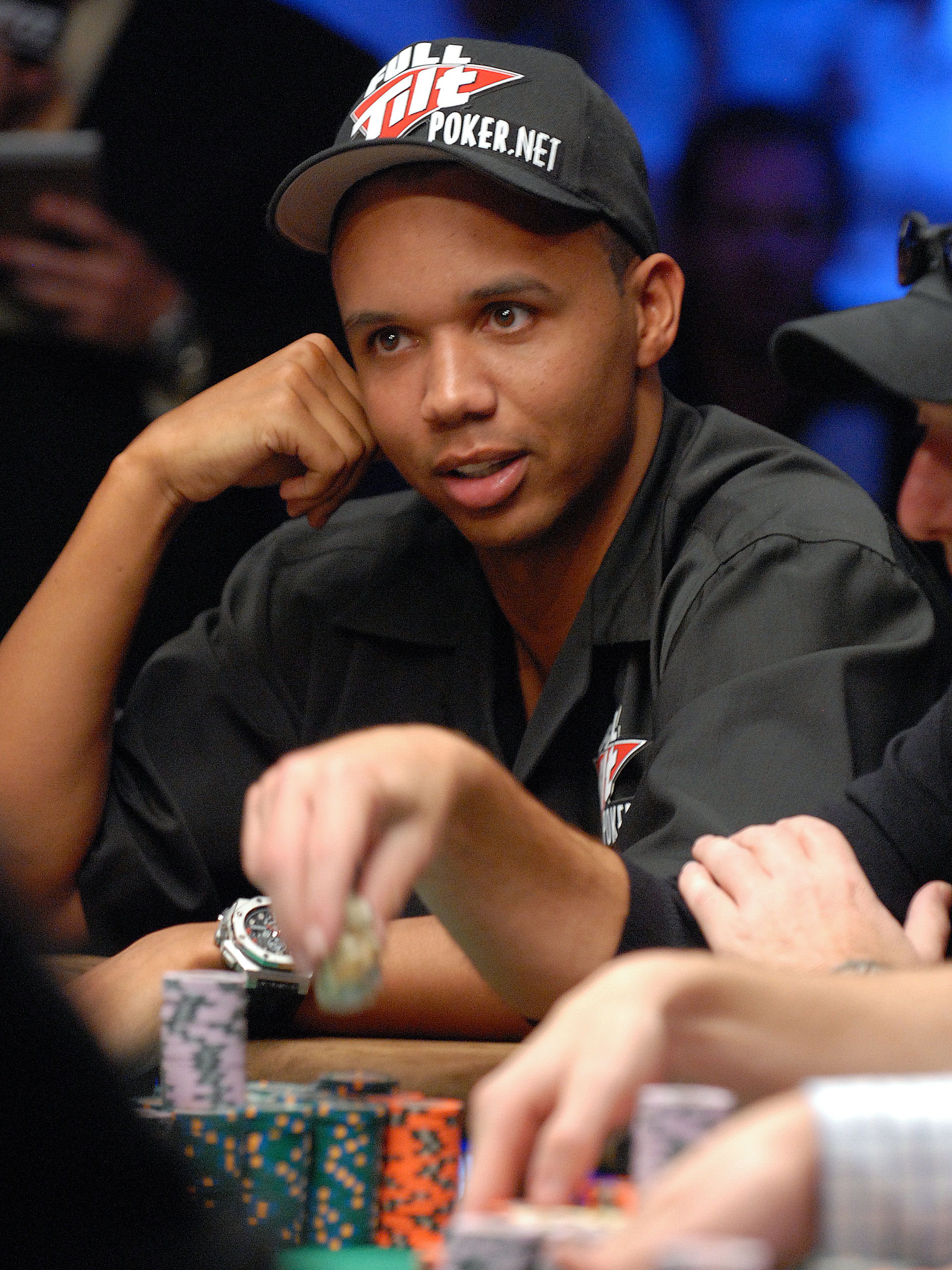
Phil Ivey gewann die $250.000 Challenge dreimal

Von 2011 bis 2016 wurde ein Super-High-Roller-Event mit einem Buy-in von 250.000 Australischen Dollar ausgetragen. 2017 wurde die Challenge mangels Interesse kurzfristig abgesagt und durch ein 50.000 Australische Dollar teures Event ersetzt. Die nachfolgende Tabelle listet alle A$250.000-Challenges sowie deren Gewinner auf.
| Beginn        | Teilnehmer | Sieger        | Herkunft               | Preisgeld (in A$) | Quelle |
| ------------- | ---------- | ------------- | ---------------------- | ----------------- | ------ |
| 27. Jan. 2011 | 20         | Erik Seidel   | Vereinigte Staaten     | 2.500.000         |        |
| 27. Jan. 2012 | 16         | Phil Ivey     | Vereinigte Staaten     | 2.000.000         |        |
| 1. Feb. 2013  | 18         | Sam Trickett  | Vereinigtes Konigreich | 2.000.000         |        |
| 9. Feb. 2014  | 46         | Phil Ivey     | Vereinigte Staaten     | 4.000.000         |        |
| 1. Feb. 2015  | 25         | Phil Ivey     | Vereinigte Staaten     | 2.205.000         |        |
| 31. Jan. 2016 | 16         | Steve O’Dwyer | Vereinigte Staaten     | 1.051.959         |        |